# جوش ديفين
جوش ديفين (بالإنجليزية: Josh Devine)‏ هو كاتب أغاني وطبال بريطاني، ولد في 9 يوليو 1991 في إنجلترا في المملكة المتحدة.